# PQ–4-es konvoj
A PQ–4-es konvoj egy hajókaraván volt a második világháborúban, amelyet a szövetségesek a Szovjetunióba indítottak. A 8 kereskedelmi hajó és kísérőik 1941. november 17-én indultak útnak az izlandi Hvalfjörðurból, és november 28-án valamennyien megérkeztek Arhangelszkbe. A PQ kód azt jelentette, hogy a rakomány nyugatról tart a Szovjetunióba, a 4 a sorszámát jelöli.

## A hajók

### Kereskedelmi hajók
| A hajó neve   | Nemzetisége        | Vízkiszorítása (brt) |
| ------------- | ------------------ | -------------------- |
| Alma-Ata      | Szovjetunió        | 3611                 |
| Bugyennij     | Szovjetunió        | 2482                 |
| Dan-Y-Brin    | Egyesült Királyság | 5117                 |
| Empire Meteor | Egyesült Királyság | 7457                 |
| Eulima        | Egyesült Királyság | 6207                 |
| Moszszovet    | Szovjetunió        | 2981                 |
| Rogyina       | Szovjetunió        | 4441                 |
| Szuhona       | Szovjetunió        | 3124                 |

### Kísérőhajók
| A hajó neve        | Nemzetisége        | Típusa                   |
| ------------------ | ------------------ | ------------------------ |
| HMS Berwick        | Egyesült Királyság | Nehézcirkáló             |
| HMS Bute           | Egyesült Királyság | Tengeralattjáró-elhárító |
| HMS Gossamer       | Egyesült Királyság | Aknaszedő                |
| HMS Offa           | Egyesült Királyság | Romboló                  |
| HMS Onslow         | Egyesült Királyság | Romboló                  |
| HMS Seagull        | Egyesült Királyság | Aknaszedő                |
| HMS Speedy         | Egyesült Királyság | Aknaszedő                |
| HMS Stella Capella | Egyesült Királyság | Tengeralattjáró-elhárító |